# 水坡

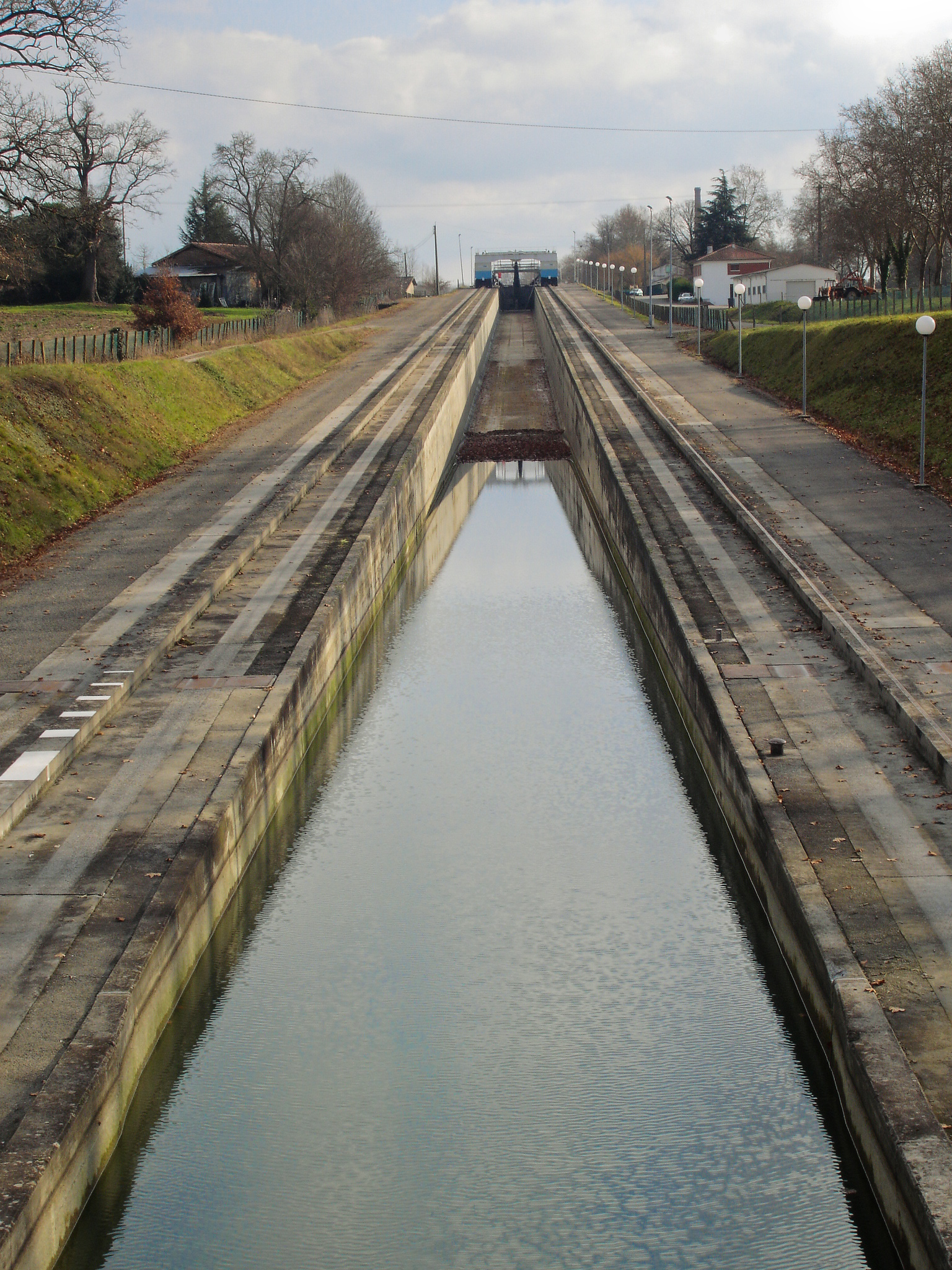
蒙泰克水坡

水坡是一类斜面升船机。通过在斜面渠道上的一个水密的活动闸门封闭的水体承载船舶，随着活动闸门沿着斜面渠底运动完成船舶过坝克服通航水头。

## 历史
1885年德国工程师Julius Greve出版了水坡的论文。法国工程师简·奥博特在五六十年代发展了这一概念。
1973年法国加龙运河上的蒙泰克水坡投入运行。2009年因事故而报废。1983年法国米迪运河上的方塞汉娜水坡投入运行，但实际上技术问题很大，未能实用，2001年正式报废。

## 延伸閱讀
- Tew, David. . Sutton Books. 1984. ISBN 0-86299-031-9.
- Uhlemann, Hans-Joachim.  English Translation. Internat. 2002. ISBN 0-9543181-1-0.